# 인터콘티넨털컵 (농구)

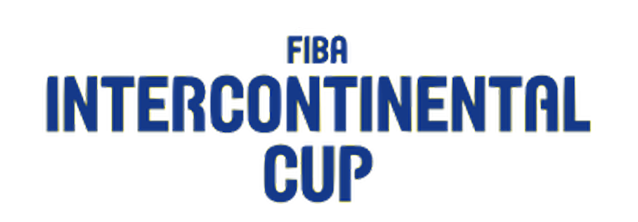

인터콘티넨털컵(영어: Intercontinental Cup)은 국제 농구 연맹이 개최했던 국제 농구 대회이다.

## 같이 보기
- 맥도날드 챔피언십